# Никаких секретов
«Никаких секретов» (англ. No Secrets) — картина о трёх девочках-подростках, каждая со своими личными «проблемами», которые отправлены их родителями на весенние каникулы подальше от города. Их уединённый отпуск прерван прибытием очень приятного, загадочного беглеца, который учит каждую из них кое-чему о самой себе.
Мировая премьера фильма состоялась 21 февраля 1991 года.

## Сюжет
Три подруги детства воссоединились в родительском коттедже, расположенном в уединённом месте, где они попытались решить свои возрастные проблемы и разность интересов. Таинственный парень показывает им, как действовать в такой ситуации. Они по очереди вступают с ним в любовную связь, а затем подозревают, что он обошёлся с ними не должным образом и это усиливает напряжённость в их и без того неестественных отношениях. В конце концов они должны принять решение, избавиться ли или сбежать от него.

## В ролях
- Адам Коулмен Ховард — Мэнни
- Эми Локейн — Дженифер
- Хэзер Фарфилд — Клэйр
- Трэйси Линд — Сэм
- Джефф Йагер — Майкл
- Дэниель Бир — Джефф
- Берт Уильямс — пожилой человек в магазине
- Дрю Снайдер — водитель
- Грег Вранглер — шериф
- Джеймс Эдкомб — первый помощник шерифа
- Джеймс Уайлет — первый помощник шерифа